# Кассиди, Эдуард Идрис
Эдуард Идрис Кассиди (англ. Edward Idris Cassidy; 5 июля 1924, Сидней, Австралия — 10 апреля 2021, Ньюкасл, Новый Южный Уэльс, Австралия) — австралийский куриальный кардинал и ватиканский дипломат. Титулярный архиепископ Аманции с 27 октября 1970 по 28 июня 1991. Апостольский про-нунций в Китае с 27 октября 1970 по 31 января 1973. Апостольский про-нунций в Бангладеш с 31 января 1973 по 25 марта 1979. Апостольский делегат в Южной Африке и апостольский про-нунций в Лесото с 25 марта 1979 по 6 ноября 1984. Апостольский про-нунций в Нидерландах с 6 ноября 1984 по 23 марта 1988. Заместитель Государственного секретаря Ватикана с 23 марта 1988 по 2 декабря 1989. Председатель Папского Совета по содействию христианскому единству с 12 декабря 1989 по 3 марта 2001. Кардинал-дьякон с титулярной диаконией Санта-Мария-ин-Виа-Лата с 28 июня 1991 по 26 февраля 2002. Кардинал-священник с титулом церкви pro hac vice Санта-Мария-ин-Виа-Лата с 26 февраля 2002.

## Ранние годы
Эдуард Идрис Кассиди родился 5 июля 1924 года в Сиднее, в Австралии. Образование получил а лицее Парраматта, в Сиднее. Далее продолжил своё образование в семинарии Святого Коломбана, в Спрингвуде, а также в колледже Святого Патрика, в Мэнли, и наконец в Папском Латеранском Университете, в Риме (докторантура в каноническом праве) и в Папской Церковной Академия в Риме (дипломатия).

## Священник и папский дипломат
23 июля 1949 года Эдуард Кассиди был рукоположён в священника. Пасторская работа в диоцезе Уогга-Уогга в 1950—1952 годах. Далее обучение в Риме в 1952—1955 годах. В 1955 году поступил на дипломатическую службу Святого Престола, как молодой клирик. Секретарь интернунциатуры в Индии, в 1955—1962 годах. Внештатный тайный камергер Его Святейшества, 3 июля 1956 года, подтверждён в титуле 21 июня 1963 года. Аудитор апостольской нунциатуры в Ирландии, в 1962—1967 годах. Советник апостольской нунциатуры в Сальвадоре, в 1967—1969 годах. Советник апостольской нунциатуры в Аргентине, в 1969—1970 годах.

## Епископ и апостольский нунций
27 октября 1970 года назначен титулярным архиепископом Аманции и назначен апостольским про-нунцием в Китайской Республике. Ординация имела место 15 ноября 1970 года, в капелле Папского Урбанианского Атенеума Пропаганды Веры, в Риме. Ординацию проводил кардинал Жан Вийо, государственный секретарь Святого Престола, которому сослужили титулярный архиепископ Тусуро Джованни Бенелли — заместитель государственного секретаря Святого Престола, и Мэтью Бивич — архиепископ Аделаиды, представляя титулярного архиепископа Иконио Серджо Пиньедоли — секретаря Священной Конгрегации Евангелизации Народов. Апостольский про-нунций в Бангладеш с 31 января 1973 года по 25 марта 1979 года. Апостольский делегат в Южной Африке и апостольский про-нунций в Лесото с 25 марта 1979 года по 6 ноября 1984 года. Апостольский про-нунций в Нидерландах с 6 ноября 1984 года по 23 марта 1988 года. Заместитель государственного секретаря Святого Престола по общим делам с 23 марта 1988 года по 12 декабря 1989 года. С 12 декабря 1989 года председатель Папского Совета по содействию Христианскому Единству .

## Кардинал и куриалист
Возведён в кардиналы-дьяконы на консистории от 28 июня 1991 года, получил кардинальскую шапку и титулярную диаконию Санта-Мария-ин-Виа-Лата 28 июня 1991 года. На протяжении одиннадцати лет возглавляя Папский Совет по содействию Христианскому Единству активно участвовал во многих мероприятиях, посвящённых православно-католическим, протестантско-католическим и другим межрелигиозным отношениям.
3 марта 2001 года кардинал Кассиди покинул пост председателя Папского Совета по содействию христианскому единству в связи с достижения канонического возраста отставки. Кассиди удалился на покой и возвратился в свою родную Австралию.
26 февраля 2002 года избран для сана кардиналов-священников и его дьяконство было поднято pro hac vice до титулярной церкви. 5 июля 2004 года потерял право участвовать в Конклаве по достижении 80-летнего возраста.

## Награды
- Кавалер Большого креста ордена «За заслуги перед Итальянской Республикой» (19 ноября 1988 года)[4]
- Компаньон ордена Австралии (AC) (11 июня 1990 года)[5]

## Разное
Его книга названная «Новое открытие Второго Ватиканского собора — экуменизм и межрелигиозный диалог», издана в 2005 году, и отмечает 40-ю годовщину ватиканской экуменистической декларации Nostra Ætate, сделала существенный вклад в продолжающийся международный межрелигиозный диалог.
После его отставки, впервые когда-либо, в течение периода с 21 октября 2003 года (когда Джордж Пелл был назначен кардиналом) до 13 декабря — 80-летия кардинала Эдуарда Бида Клэнси, было трое австралийских кардиналов-выборщиков (имевших право выбора папы римского на Конклаве).

## Взгляды

### Dominus Iesus
В 2004 году, он вызвал полемику своим комментарием, что Dominus Iesus, консервативная декларация, выпущенная ватиканской Конгрегацией Доктрины Веры, неверно представляет позицию Католической церкви на экуменизм и межрелигиозный диалог.

### Цитата
Если в День страшного суда Бог спросит [меня], что [я] сделал, если ничто иного, [я] смогу сказать, что [я] подписал Объединённую Декларацию относительно Доктрины Оправдания.Кардинал Эдвард Идрис Кассиди

## Смерть
Скончался кардинал Кассиди 10 апреля 2021 года, около 14:00 по местному времени. Несколькими днями ранее он был госпитализирован после падения и перелома кости. Ему сделали операцию, но он был уже очень слаб.